# Natalya Radina
Natalya Radina là nhà báo người Belarus, trưởng ban biên tập trang web tin tức độc lập "Hiến chương 97", nơi công bố nhiều bài báo chỉ trích chế độ cai trị của tổng thống Aliaksandr Lukašenka.

## Hoạt động
Tiếp theo cuộc tranh cãi về vụ bầu cử tổng thống Belarus năm 2010—trong đó ứng cử viên ủng hộ dân chủ Andrej Sannikau bị thua Aliaksandr Lukašenka, người thường được gọi là "nhà độc tài cuối cùng của châu Âu"—một số lớn những người phản đối đã xuống đường biểu tình chống cuộc bầu cử gian lận. Radina và ban biên tập đã đăng lên trang Hiến chương 97 rất nhiều bài chứng minh bằng tài liều các vụ bắt bớ và gây thương tích cho những người biểu tình phản đối bởi "Lực lượng an ninh" nhà nước Belarus.
Ngày 21.12.2010, trụ sở của trang Hiến chương 97 đã bị các nhân viên mật vụ của Ủy ban An ninh Nhà nước Cộng hòa Belarus bố ráp. Radina chỉ kịp post lên trang này câu: "Tất cả chúng tôi đều ở trong tay KGB" rồi bị bắt đem đi.
Sau đó bà bị truy tố tội "gây mất trật tự công cộng có tổ chức", một tội danh có thể bị xử phạt 15 năm tù giam. Tổ chức Ân xá Quốc tế đã gọi bà là tù nhân lương tâm và đòi chính quyền Belarus thả bà ra, và Ủy ban bảo vệ các nhà báo cũng đòi như vậy.
Natalya Radina được phóng thích ngày 31.1.2011 với điều kiện là bà phải lìa bỏ thủ đô Minsk về cư ngụ ở thành phố quê hương Kobrin, không được đi khỏi thành phố này và hàng ngày phải tới trình diện với cảnh sát; ngoài ra, hộ chiếu của bà bị tịch thu, và bà bị cấm không được nói gì về vụ việc của mình.
Do không thể làm việc được, Radina đã trốn sang Nga trong tháng 3 năm 2011. Bà sống trốn tránh ở Moskva trong 4 tháng rồi xin được tỵ nạn ở Litva, nơi bà hiện đang sống. Bà tiếp tục làm trưởng ban biên tập trang tin Hiến chương 97.

## Giải thưởng
Tháng 11 năm 2011, Ủy ban bảo vệ các nhà báo đã trao tặng Radina Giải Tự do Báo chí Quốc tế, "để công nhận lòng dũng cảm trong nghề báo". Trong bài diễn văn nhận giải, Radina đã chê trách "sự dửng dưng của nước ngoài" đối với nạn độc tài tiếp tục của Aleksandr Lukashenko và kêu gọi các chính phủ nước ngoài hãy nhớ rằng "tất cả Belarus ngày nay là một nhà tù lớn".